# Берестовицкий сельсовет
Берестовицкий сельсовет (бел. Бераставіцкі сельсавет) — административная единица на территории Берестовицкого района Гродненской области Белоруссии. Административный центр — городской посёлок Большая Берестовица (не входит в состав).

## История
Создан 12 октября 1940 года как Больше-Берестовицкий сельсовет в составе Крынковского района Белостокской области БССР. Центр — деревня (с 20 сентября 1944 года городской опосёлок) Большая Берестовица. С 20 сентября 1944 года в Берестовицком районе Гродненской области. 16 июля 1954 года упразднён, территория вошла в состав Иодичского сельсовета.
19 января 1996 года с части Берестовицкого поссовета был создан Берестовицкий сельсовет с центром в городском посёлке Большая Берестовица. 18 октября 2013 года в состав сельсовета вошла территория упразднённого Пархимовского сельсовета: Бергели, Вороны, Данилки, Долбенки, Жабры, Жукевичи, Зайковщина, Каленики, Карповцы, Ковалики, Кончаны, Леоновичи, Лисневичи, Людвиново, Пархимовцы, Петровцы, Полежино, Синьки, Старинцы, Старый Дворец и Эйминовцы, а также исключены населённые пункты Голынка, Иодичи, Клюковцы, Кули, Непорожневцы и Поплавцы, вошедшие в состав Малоберестовицкого сельсовета.

## Состав
Берестовицкий сельсовет включает 28 населённых пунктов:
- Белый Дворак — деревня.
- Бергели — деревня.
- Берестовичаны — деревня.
- Вороны — деревня.
- Данилки — деревня.
- Долбенки — деревня.
- Жабры — деревня.
- Жукевичи — деревня.
- Зайковщина — деревня.
- Ивашковцы — деревня.
- Каленики — деревня.
- Карповцы — деревня.
- Кашенцы — деревня.
- Ковалики — деревня.
- Кончаны — деревня.
- Леоновичи — деревня.
- Лисневичи — деревня.
- Людвиново — деревня.
- Пархимовцы — агрогородок.
- Петровцы — деревня.
- Плюскаловцы — деревня.
- Полежино — хутор.
- Синьки — деревня.
- Старинцы — деревня.
- Старый Дворец — агрогородок.
- Хмелиско — деревня.
- Шелепки — деревня.
- Эйминовцы — деревня.

## Население
Согласно переписи 2009 года на территории сельсовета проживало 751 человек, среди которых 79,9 % — белорусы.

## Промышленность и сельское хозяйство
- СПК «Малоберестовицкий элитхоз» — элитные семена картофеля, производство молока, мяса и выращиванием зерновых культур,
- Филиал ОАО «Молочный Мир» СПП «АгроМир» — производство молока, мяса и выращивание зерновых культур.
- Сельскохозяйственный производственный кооператив «Пархимовцы», специализируется на мясо-молочной продукции, выращивании зерна, сахарной свеклы, картофеля.
- Филиал Гродненского республиканского унитарного предприятия электроэнергетики «Гродноэнерго» — агрофирма «Старый Дворец».
- Фермерские хозяйства: Дунича В. В. — 50,9514 га, Иванова О. В. — 49,1 га, Ленкова И. Л. — 3,0 га, Богдановича А. А. — 26,5405 га.

## Социальная сфера
На территории сельского Совета имеется 1 клуб, 3 библиотеки, 1 сельский клуб-библиотека, 3 фельдшерско-акушерских пункта, 2 магазина. «Пархимовская общеобразовательная базовая школа» на 192 места, «Пархимовский ясли-сад» на 40 мест, «Учебно-педагогический комплекс Стародворецкий детский сад — базовая школа» на 108 мест. Имеются два комплексно-приемных пункта: в агрогородке Пархимовцы, в агрогородке Старый Дворец. Работают Стародворецкий центральный Дом культуры, Пархимовский Дом культуры и досуга.

## Агроэкотуризм
- Агроусадьба «Тихие пруды»

## Памятные места
- Памятник, установленный на месте воинского захоронения в деревне Кашенцы, воздвигнут в честь героического подвига группы воинов Красной Армии, павших в неравном бою с фашистскими захватчиками 29 июня 1941 года, и в память земляков, жителей деревень Кашенцы и Лепесы, не вернувшихся с фронтов Великой Отечественной войны в 1941—1945 годы.
- Памятник в деревне Берестовичаны воздвигнут в честь 26 земляков, погибших в годы Великой Отечественной войны в 1941—1945 годы.
- Памятник землякам в деревне Шелепки воздвигнут в честь 14 земляков, погибших в годы Великой Отечественной войны в 1941—1945 годы.
- В населённых пунктах Карповцы, Пархимовцы, Старый Дворец и Эйминовцы установлены памятники в честь воинов и односельчан, погибших в Великую Отечественную войну.